# Позициониране
В маркетинга позиционирането е процесът, при който маркетолозите се опитват да създадат имидж или идентичност в съзнанието на техния целеви пазар за продукт, марка или организация.
Репозиционирането включва промяната на идентичността на продукт, по отношение на идентичността на конкурентен продукт, в колективното съзнание на целевия пазар.
Депозиционирането включва опит да се промени идентичността на конкурентни продукти, свързани с идентичността на собствения продукт в колективното съзнание на целевия пазар.
Развитието на високотехнологичния маркетинг може би има голям принос при промяната на дефинициите спрямо конкурентното позициониране. Важен компонент на този тип маркетинг, в ерата на световната мрежа, е позиционирането на големите търсачки като Google, Yahoo и Bing, което може да бъде постигнато чрез оптимизация за търсачки (Search Engine Optimization, SEO). Това е особено важен компонент при опита да се подобри конкурентното позициониране особено сред по-младите потребители, които са по-ориентирани към интернет при купуването и вземането на решение за покупка, тъй като са силно ангажирани със социалните медии и интернет като цяло.

## Дефиниции
Въпреки че съществуват много и различни дефиниции за позиционирането, вероятно най-разпространената е: идентифициране на пазарна ниша за марка, продукт или услуга, като се използват традиционните маркетингови стратегии (по отношение на цената, промоцията, дистрибуцията, конкуренцията).
Позиционирането също се дефинира като начинът, по който маркетолозите създават впечатление в потребителското съзнание.
Позиционирането се случва в умовете и съзнанието на целевия пазар. Това е съвкупното възприятие на един пазар за дадена компания, продукт или услуга, във връзка с възприятието на конкурентите от същата категория. Това се случва независимо дали мениджмънта на една компания е проактивен, реактивен или пасивен по отношение на процеса за развиване на позиция. Но компанията може да повлияе позитивно на този процес на възприятие, ако приложи стратегически маркетингови действия.

## Процеси при позиционирането
Обикновено процесът на позициониране включва:
1. Определяне на пазара, в който продуктът или марката ще се конкурира (и кои са съответните купувачи)
2. Идентифициране на атрибутите, които определят „мястото“ на продукта
3. Събиране на информация от извадка от клиентите за техните възприятия спрямо всеки продукт със сходни атрибути
4. Определяне как се позиционира всеки продукт в съзнанието на потребителите
5. Определяне на мястото на всеки продукт в пазарната ниша
6. Определяне на предпочитаната от целевия пазар комбинация от атрибути (наречена още „идеалния вектор“)
7. Изследване на съответствието между:
  - Позицията на продукта
  - Позицията на идеалния вектор
8. Позициониране

## Понятия в позиционирането
Има три основни понятия в позиционирането:
1. Функционално позициониране
  - Решаване на проблеми
  - Осигуряване на ползи за клиентите
  - Получаване на благоприятно възприятие от страна на инвеститорите
2. Символно позициониране
  - Повишаване на собствения имидж
  - Идентификация на егото
  - Принадлежност и социална отговорност
  - Емоционално изпълнение
3. Позициониране на преживяното
  - Снабдяване със сетивна стимулация
  - Снабдяване с когнитивна стимулация

## Измерване на позиционирането
Позиционирането е улеснено от графична таблица, наречена карта на възприятията (perceptual mapping), различни техники за проучване и статистически техники като многомерно скалиране, факторен анализ, анализ на взимосвързаните параметри на продукта (conjoint analysis), логит анализ (logit analysis) и други.

## Репозициониране на компания
На променливите пазари може да се наложи, дори спешно, да се репозиционира цяла една компания, отколкото само продукта или марката.
Репозиционирането на една компания е много повече от просто маркетингово предизвикателство. То включва взимането на трудни решения за това как пазарът се променя и как ще реагират конкурентите на това. Често тези решения трябва да бъдат направени без помощта на достатъчно информация, просто защото същността на „променящия се пазар“ е такава, че тази промяна става трудна или невъзможна за предвиждане.